# Ulica Vita Kraigherja, Maribor
Ulica Vita Kraigherja je ulica v Mariboru. Prvič se omenja leta 1574 kot Neu Gasse (Nova ulica). Leta 1873 so jo poimenovali Fabrik Gasse (Tovarniška ulica), ker je vodila proti tovarni usnja. Leta 1919 so ulico preimenovali v Frančiškansko ulico, po frančiškanskem samostanu, ki je bil postavljen skupaj s frančiškansko cerkvijo med letoma 1892 in 1900 na mestu, kjer je sta nekoč stala kapucinski in minoritski samostan. 
Cerkev je bila sezidana kot bazilika, kjer je od leta 1613 stala Marijina cerkev v sklopu kapucinskega samostana. Cerkev je posebnost med mariborskimi cerkvami. Po nemški okupaciji so ji aprila 1941 začasno vrnili ime Fabrik Gasse, nato pa so jo preimenovali v Hugo Wolf Gasse, po avstrijskem skladatelju. Leta 1947 so jo preimenovali v Ulico Vita Krajgherja. Leta 1998 so ime popravili v Ulica Vita Kraigherja. Ulica je dobila ime po pravniku Vitu Kraigherju.

## Vir
Radovanovič, Sašo. Mariborske ulice nekoč in danes, Roman. Maribor, 2005.